# Jemen
Republika Jemen je država u jugozapadnoj Aziji, s obalama na Crvenom moru, Adenskom zaljevu i Arapskom moru. Po obliku vladavine Jemen je republika.

## Zemljopis
Jemen se nalazi na krajnjem jugozapadu Arapskog poluotoka. Plodnija je od ostalih zemalja Srednjeg istoka, s dobrim obradivim tlom u zapadnim visoravnima gdje redovito pada kiša. Obala i gorje na istoku vrući su, suhi i ogoljeli. U Jemenu se ističu dva planinska lanca: Tibämat aš šam iz smjera S-J s najvišim vrhom Džabal Nabi Šu'ajb i Hadramaut iz smjera I-Z. Država je siromašna rijekama i slatkom vodom. U Adenskom zaljevu nalazi se  jedini veći otok Sokotra.

## Povijest
Današnja država Jemen nastala je 1990. ujedinjenjem Arapske Republike Jemen i Demokratske Narodne Republike Jemen. Na području jugozapadnog djela Arapskog poluotoka u starome vijeku bilo je nekoliko gradova - država visoke kulture i civilizacije. U ranome srednjem vijeku Jemenom su vladali Etiopljani i Perzijanci, a od 630. Arapi. Pod turskom vlašću od 1517. do početka 18. stoljeća kada na vlast dolaze jemenski imami. Na početku 19. stoljeća luku Aden zauzeli su Britanci i proširili se u unutrašnjost zemlje osnovavši Protektorat Aden. Na sjeveru zemlje osnovano je 1918. Mutaveklijsko kraljevstvo Jemen, ali južni dio zemlje ostao je pod britanskom vlašću. Godine 1959. osnovana je Federacija Arapskih Emirata Juga, a nakon odlaska Britanaca 1967. proglašena je Demokratska Narodna Republika Jemen. Potom je 1972. godine izbio rat između dviju jemenskih država, Arapske Republike Jemen i Demokratske Narodne Republike Jemen. Kasniji sukobi doveli su do novog rata 1979., a potom su uslijedili pregovori koji su prethodili njihovu ujedinjenju. Godine 1994. izbio je građanski rat između sjevernjačkih i južnjačkih snaga u kojem je Sjever pobijedio i učvrstio vlast u cijeloj državi. Nakon izbijanja rata između Izraela i Hamasa 2023. hutisti iz Jemena počeli su ispaljivati projektile na Izrael i napadati brodove u blizini jemenske obale u Crvenom moru, za što kažu da je znak solidarnosti s Palestincima i s ciljem olakšavanja ulaska humanitarne pomoći u Pojas Gaze.

## Stanovništvo
Većina Jemenaca su Arapi muslimani, pripadnici različitih plemena. Svako ima svojeg šeika i vlastite običaje, nošnju i folklor. Unutar plemena živi se u velikim, čvrsto povezanim proširenim obiteljima. Isti dom obično dijeli više generacija iste obitelji. Plemenska tradicija posebno je jaka u sjevernom Jemenu.
Vidi članak etničke grupe Jemena.

## Jezici
U Jemenu se govori 10 jezika. Standardni arapski nacionalni je jezik. Ostali su jezici bathari, hadrami arapski, 300.000 (1995), hobyót, judeojemenski arapski 1.000 (1995 H. Mutzafi), južnojemenski arapski 6.760.000 (1996), mehri 70.600 (2000), sjevernojemenski arapski 7.600.000 (1996), sokotranski 57.000 (popis 1990) i zaljevski arapski 10.000.

## Gospodarstvo
Glavna gospodarska grana Jemena je ribolov i uzgoj deva. U državi prevladavaju izrazito sušna područja pa je druge gospodarske grane teže razviti. Budući da nema dovoljno pitke vode, provodi se odsoljavanje morske vode ili desalinizacija, to jest odvajanje soli iz mora radi dobivanja pitke vode. Naprednije gospodarstvo u tim je krajevima teško ostvarivo.

## Upravna podjela zemlje i gradovi
Republika Jemen upravno je podijeljena na 20 muhafaza (pokrajina, guvernata), i poseban teritorij glavnog grada Sane koji ima poseban status. Ostali su veći gradovi u Jemenu Aden, Al Hudaida, Taizz i Al-Mukalla (vidjeti Dodatak:Popis gradova u Jemenu).

## Vanjske poveznice
- www.enciklopedija.hr - Jemen
- The World Factbook - Yemen CIA.gov (engleski)

## Sestrinski projekti
|  | Zajednički poslužitelj ima stranicu o temi Jemen    |
|  | Zajednički poslužitelj ima još gradiva o temi Jemen |
|  | Wječnik ima rječničku natuknicu Jemen               |